# Belita Koiller
Belita Koiller (* 1. Dezember 1949 in Rio de Janeiro, Brasilien) ist eine brasilianische Physikerin und Hochschullehrerin. Sie ist Professorin für Physik an der Universidade Federal do Estado do Rio de Janeiro (UFRJ) und war von 2015 bis 2017 die erste Präsidentin der Sociedade Brasileira de Física. 2005 wurde sie mit dem UNESCO-Preis für Frauen in der Wissenschaft des lateinamerikanischen L'Oreal-Instituts ausgezeichnet.

## Leben und Werk
Koiller ist die jüngste Tochter von fünf Töchtern eines Rechtsanwalts und einer Zahnärztin. Sie studierte ab 1968 Physik an der Päpstlichen Katholischen Universität von Rio de Janeiro (PUC-Rio), wo sie 1971 den Bachelor-Abschluss erhielt. 1976 promovierte sie bei Leo Falicov an der University of California, Berkeley mit der Dissertation: Electronic properties of the transition metal monoxides.
Nach Abschluss ihrer Promotion kehrte sie an die PUC nach Rio de Janeiro zurück, wo sie 1976 Assistenzprofessorin, 1980 außerordentliche Professorin und 1992 ordentliche Professorin für Physik wurde. Während ihrer Zeit dort war sie von 1983 bis 1984 Abteilungsleiterin und von 1986 bis 1990 Koordinatorin der Graduiertenprogramme für das technische und wissenschaftliche Zentrum. 1994 wurde sie Professorin für Physik an der PUC.
Koiller forschte in mehreren Bereichen der Theorie der kondensierten Materie. Sie untersuchte das Verhalten von Elektronen in verschiedenen Materialien und untersuchte die Quanteneigenschaften von Materialien, die für Quantengeräte relevant sind.
Koiller erhielt 1982 ein Guggenheim-Stipendium und ist seit 1985 wissenschaftliche Mitarbeiterin des brasilianischen Nationalen Forschungsrats. 1995 wurde sie als erste Frau ordentliches Mitglied der Brasilianischen Akademie der Wissenschaften in der Abteilung für Physikalische Wissenschaften. Koiller ist Mitglied der Brasilianischen Physikalischen Gesellschaft, der Brasilianischen Akademie der Wissenschaften und der Amerikanischen Physikalischen Gesellschaft.
Koiller war von 1986 bis 1987 Mitglied des Wissenschaftlichen Ausschusses für Physik und Astronomie des Nationalen Forschungsrats (CNPq), wurde zweimal in den Rat der Brasilianischen Physikalischen Gesellschaft gewählt (1993–1997 und 1999–2003) und war von 1994 bis 1996 Mitglied des Ausschusses für Kapazitätsaufbau in der Wissenschaft des Internationalen Rats der Wissenschaftlichen Vereinigungen (ICSU). Darüber hinaus ist sie seit 1999 Koordinatorin für Physik und Astronomie bei der Carlos Chagas-Stiftung für Forschungsunterstützung (FAPERJ).
Seit 2005 ist sie Mitglied des Exekutivkomitees des International Human Rights Network of Academies and Scholarly Societies, das Wissenschaftler unterstützt, die Repressionen ausgesetzt sind, weil sie ihre Rechte gemäß der Allgemeinen Erklärung der Menschenrechte wahrgenommen haben. 2008 wurde sie Mitglied der IUPAP-Kommission für Halbleiter. Sie wurde für die Amtszeit 2010/2011 zum International Councillor der American Physical Society gewählt. Von 2006 bis 2008 und von 2010 bis 2017 war sie Associate Editor des Journal of Applied Physics.

## Auszeichnungen
- 1982: Guggenheim-Stipendium, Guggenheim Memorial Foundation
- 2002: Comendador da Ordem Nacional do Mérito Científico
- 2005: UNESCO-L’Oréal-Preis für Frauen in der Wissenschaft
- 2010: Großkreuz des Nationalen Ordens für wissenschaftliche Verdienste von der brasilianischen Regierung[8]
- 2010: Wahl zur TWAS-Stipendiatin
- 2019: Vollständiges Mitglied, Acal – Akademie der Wissenschaften Lateinamerikas
- 2021: Angelo da Cunha Pinto-Medaille, Institut für Chemie der UFRJ
- 2023: Plakette – Hommage an den Beitrag zur brasilianischen Wissenschaft, Brasilianische Physikalische Gesellschaft

## Veröffentlichungen (Auswahl)
- mit Dimitrie Culcer, A. L. Saraiva, Xuedong Hu, S. Das Sarma: Valley-Based Noise-Resistant Quantum Computation Using Si Quantum Dots. In: Physical Review Letters, Band 108, Nr. 12, 20. März 2012, S. 126804. doi:10.1103/PhysRevLett.108.126804
- mit M. J. Calderón, A. Saraiva,  S. Das Sarma: Quantum control and manipulation of donor electrons in Si-based quantum computing. Journal Appl. Phys. 105, 2009, S. 122410. doi:10.1063/1.3124084.